# Фахрудин Дагестани
Фахрудин-Абдулхади Абдулкадыр Дагестани (1937, Сирия — 28 мая 2016) — иорданский чеченец, доктор технических наук, профессор, академик, президент Академии наук Иордании.

## Биография
Предки Фахрудина Дагестани родом из села Зандак (ныне Ножай-Юртовский район Чечни). После переселения из Чечни в Турцию в XIX веке они долго скитались, пока не поселились в Сирии. В 1967 году семья Дагестани переехала в Иорданию. В 1968 году Фахрудин окончил Университет штата Миссури.
Дагестани является доктором технических наук. Он профессор, действительный член Академии исламской цивилизации. С 1986 года был президентом Иорданской Королевской академии. Был генеральным директором компании геологии и минераловедения Иордании. Имеет целый ряд трудов по механике, технологии нерудных материалов, современному развитию ислама.
Награждён рядом орденов и медалей.

## Семья
Отец шестерых детей. 